# Derrick Sharp
Derrick Sharp (nacido el 5 de octubre de 1971 en Orlando, Florida) es un exjugador de baloncesto israelí-estadounidense. Con 1.85 metros de estatura, jugaba en la posición de base. En la actualidad es entrenador asistente del Maccabi Tel Aviv.

## Trayectoria
- Universidad del Sur de la Florida
- 1993-94: Maccabi Hadera
- 1994-96: Hapoel Migdal-HaEmek
- 1996-11: Maccabi Tel Aviv

## Palmarés
- Liga de Israel: 14

Maccabi Tel Aviv: 1995-1996, 1996-1997, 1997-1998, 1998-1999, 1999-2000, 2000-2001, 2001-2002, 2002-2003, 2003-2004, 2004-2005, 2005-2006, 2006-2007, 2008-2009, 2010-2011
- Copa de Israel: 10

Maccabi Tel Aviv: 1997-1998, 1998-1999, 1999-2000, 2000-2001, 2001-2002, 2002-2003, 2003-2004, 2004-2005, 2005-2006, 2009-2010
- Suproleague: 1

Maccabi Tel Aviv: 2000-2001
- Euroliga: 2

Maccabi Tel Aviv: 2003-2004, 2004-2005